# Bélyeggyűjtési kellék

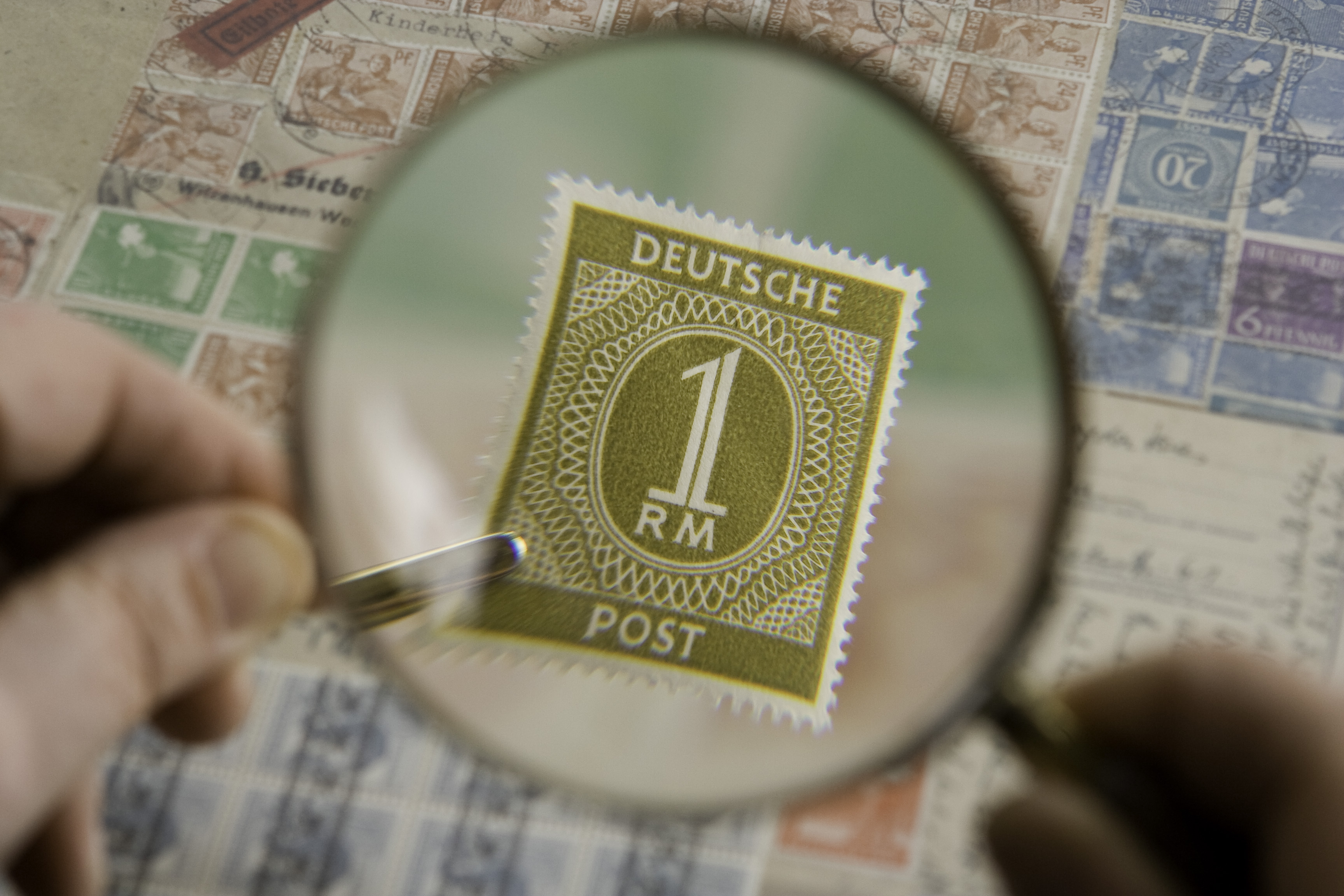
Csipesszel megfogott postabélyeg nagyító segítségével megjelenített képe

A bélyeggyűjtési kellék olyan eszköz, amely a bélyeggyűjtői tevékenységhez tartozik, illetve arra szolgál, hogy megkönnyítse a filatéliai munkát. A gyűjtési kellékek rendszerint kisebb-nagyobb értékkel rendelkező eszközök, anyagok vagy írásos anyagok. Ezek a kellékek nélkülözhetetlen elemei a bélyeggyűjtésnek. Egy részük már az amatőr gyűjtők számára is elengedhetetlen eszközöknek számít, a másik részüket leginkább az előrehaladottabb gyűjtők, valamint a filatéliával foglalkozó kutatók igénylik és használják munkájuk különböző területeihez.
A bélyeggyűjtési kellékeket a szakértők általában öt főbb csoportba szokták sorolni. Ezek a következők: a bélyeggyűjtemény és a készletanyag tárolására szolgáló kellékek; a bélyegek és más postai értékcikkek vizsgálatára használható kellékek; az egyszerűbb eszközök; a különböző anyagok és vegyszerek; valamint az előbbi kategóriák egyikébe sem sorolható egyéb kellékek.

## Csoportosításuk és leírásuk

### Tárolásra szolgáló kellékek
A tárolásra szolgáló bélyeggyűjtési kellékek a bélyeggyűjtemény, illetve a hozzá szervesen kapcsolódó filatéliai készletanyag tárolására, elhelyezésére és bemutatására alkalmasak. Ezek egy része csupán a bélyegek ideiglenes tárolására szolgál, mások a gyűjtemény ízléses elhelyezésénél vagy bemutatásánál, illetve akár a bélyegek egy részének kiállításánál játszanak fontos szerepet.

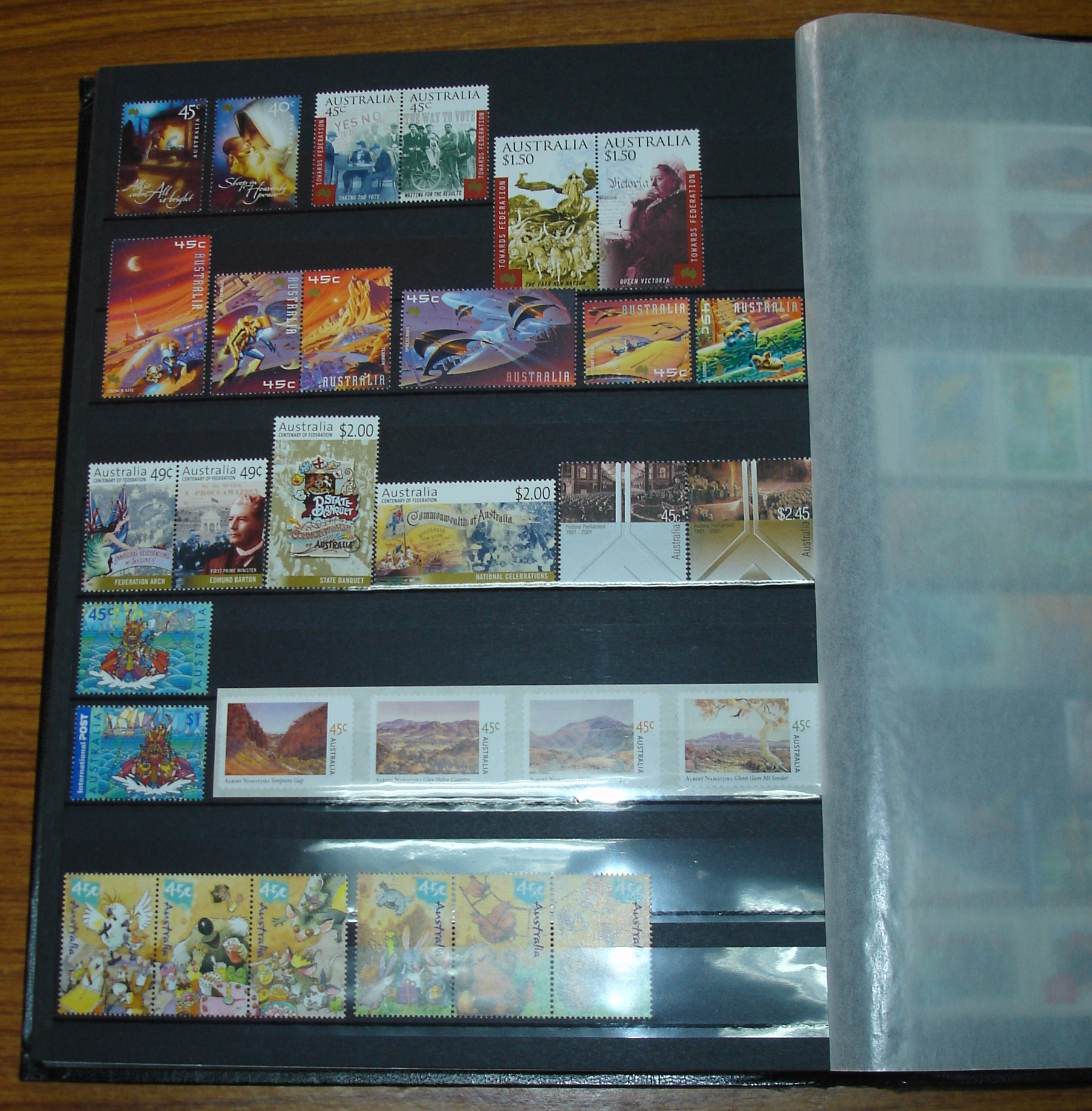
Egy hagyományos berakó lapja

A bélyegalbum gyűjteménnyé rendezett bélyegek tárolására szolgál. Általában egy nagyobb alakú könyv, melynek két főbb típusa van. Az egyik változatot véglegesen bekötött lapokból állítják össze, míg a másik módosítható, albumfedélből és cserélhető albumlapokból épül fel. A berakó vagy berakókönyv néven ismert eszköz a postabélyegek befogadására, bemutatására és tárolására használható. Általában berakólapokból áll, gyárilag bekötött vagy különálló lapokból egyedileg állítják össze, ezután csavaros vagy rugós albumfedéllel fogják össze.
Az előbb bemutatott két eszköz több alkatrésszel rendelkezik, melyek önmagukban is gyűjtési kellékeknek számítanak. Egyikük az albumfedél, ami az albumlapokból összeállított bélyegalbum védőborítója, és rendszerint kemény lapokból készítik. Az albumlap olyan papír- vagy kartonpapír lap, ami csavaros vagy rugós albumfedélben helyezkedik el, és összességében bélyegalbumot alkot. Általában jobb minőséggel rendelkezik, és megfelel a gyártó háziszabványának. A berakólap a berakókönyv legfontosabb eleme, ami egy olyan megfelelő szilárdságú, bélyegalbumnyi nagyságú kartonlemez, melyre átlátszó csíkok vannak felragasztva abból a célból, hogy a mögöttük lévő bélyegek könnyen elhelyezhetők legyenek.
A kiállítási lap olyan kartonpapírból készült lap, amit rendszerint kerettel, egyes esetekben pont- vagy vonalhálózattal, nyomdai úton állítanak elő. A bélyegalbuméval megegyező méretű kiállítási lapok általában jó minőségű anyagból készülnek, és kellő merevséggel rendelkeznek. A csereanyag kínálására és a kiválasztás megkönnyítésére is szolgáló kellék a cserefüzet. Ebbe a füzetbe a csere vagy értékesítés céljára kiválasztott bélyegeket lehet beragasztani.
A bélyegrendező –, amelyet alkalmanként bélyegosztályozónak is szoktak nevezni, – az olyan bélyegek rendezésére és előkészítésére, valamint áttekinthető és biztonságos módon való tárolására alkalmas, amelyek különböző okokból a gyűjteményen kívül állnak. Ilyenek az újabban beszerzett postabélyegek, illetve a csereanyag részei és a másodpéldányok. A rendezőnek két fajtája van; az egyik egy egyszerű, viszont erős kivitelű berakókönyvhöz hasonlít, a másik az előzőhöz hasonló, azonban kisebb méretű berakólapokból álló rendszer. A falc néven is ismert bélyegragasztó rendszerint valamilyen papíranyagból készül és nedvesítésre tapad. Leginkább használt bélyegek albumba, kiállítási lapra, esetleg cserefüzetbe való beragasztására használható. Habár a jó minőségű ragasztó nyom nélkül eltávolítható a használt papírról, a postatiszta bélyegek gumija ragasztónyomos marad.

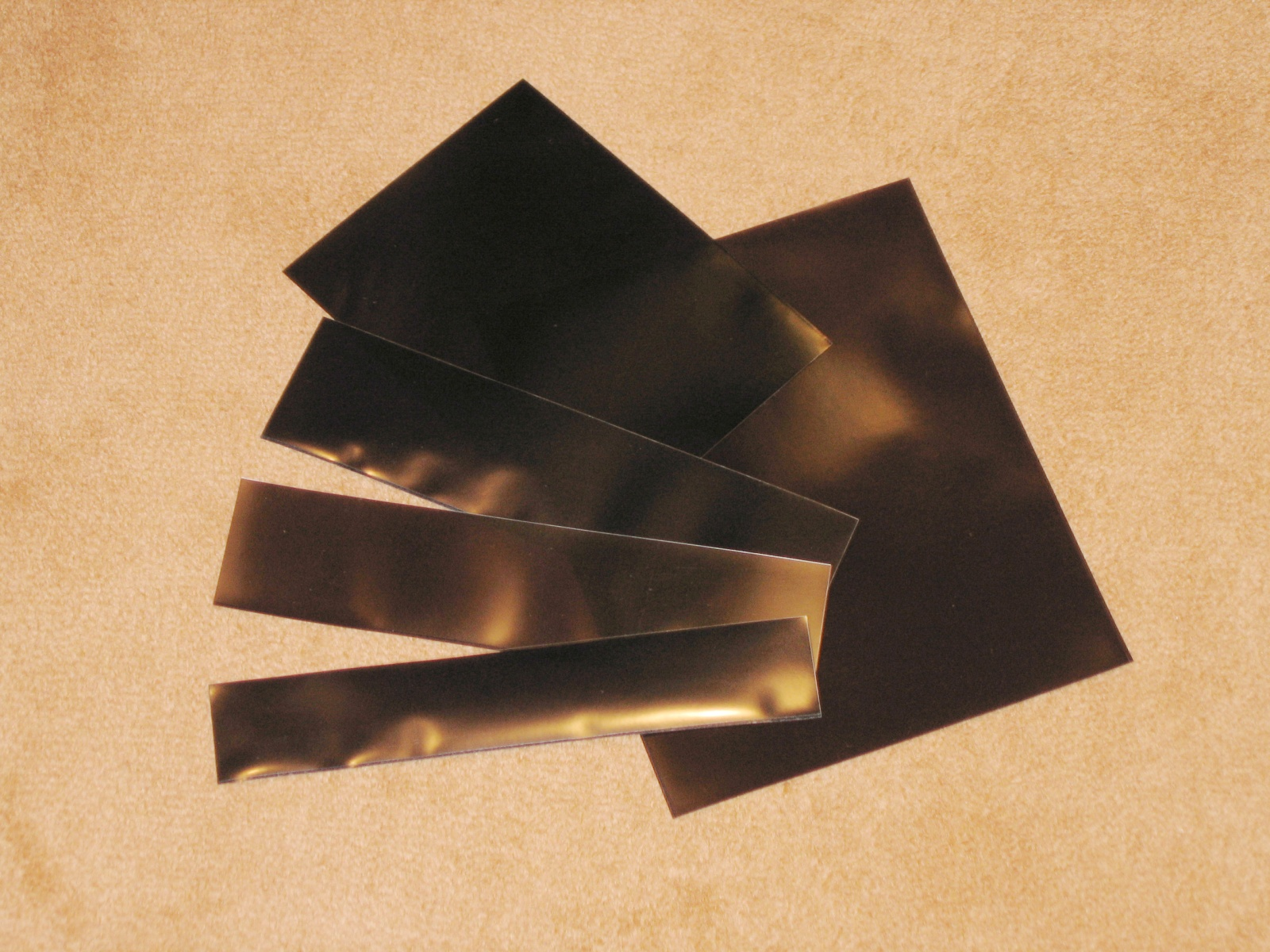
Különböző méretű Hawid-csíkok

Két gyűjtési kellék is használatban van, amit a bélyegtasak kifejezéssel illetnek. Az egyik egy célszerűen átlátszó (esetleg áttetsző) anyagból készített, levélborítékkal megegyező nagyságú, kisebb méretű eszköz, amely a bélyegek osztályozására és tárolására alkalmas. A másik eszköz egy albumlapra ragasztható; két vagy három oldalán zárt, lapos tok. Ez a kellék általában a bélyegek elhelyezésére és védelmére szolgál. A bélyegtasakok egyik legelterjedtebb típusa a Hawid-csík, amely első előállítójáról, a Hans Widmaier nevű berlini vállalatról kapta elnevezését. Ez a postatiszta példányok bélyegalbumban való, viszont a közvetlen beragasztást nélkülöző megőrzését teszi lehetővé.
A fila egy zárt tasak, amit leggyakrabban házilag készítenek el és a benne elhelyezésre kerülő bélyegnél valamivel nagyobb méretre vágják. Ma már kissé elavultnak számít, helyette inkább a félkész állapotban kapható Hawid-csíkokat használják. A bélyegtasakok változatainak egy része az elhelyezés mellett a bélyegek védelmére is alkalmas. A legfontosabb ilyen jellegű eszköz a védőtasak, ami mérettől függően egy vagy több bélyeg tárolását is lehetővé teszi. Az ilyen tasak a filatéliai darabot megóvja a legtöbb külső hatástól, mint a gyűrődés, a sérülések, a piszkolódás vagy akár az ultraibolya sugárzás. A védőtasakok egyik típusa a kiállítási lapok védelmére szolgál; ezek használata kötelező a bélyegkiállításokon.
Az albumlap befogadására szolgáló bélyeggyűjtési kelléket fóliatasaknak hívják. Ez egy víztisztán átlátszó, színtelen, a bélyeg állományára tekintve káros hatással nem rendelkező védőtasak, mely elektrosztatikus feltöltődés ellen is kezelve van. A fényvédő fólia vagy fényvédő tasak a kiállításokon bemutatott, nagy értékkel bíró bélyegeket, illetve más dokumentumokat védi meg az erős fény ártalmaitól. A fényképsarok vagy másik nevén fotósarok a nagyobb méretű filatéliai elemek, esetleg más dokumentumok – bélyegblokk, díjjegyes, carte maximum, levél stb. –  albumlapra való felerősítésében nyújt segítséget.

### Vizsgálatra szolgáló kellékek
Számos olyan gyűjtési kellék létezik, amit arra használnak a gyűjtők és a szakértők, hogy megvizsgálják az adott bélyeget vagy dokumentumot. Ezeknek az eszközöknek egy része a különböző típusú és rendeltetésű mérésekre alkalmas, mások a vizsgálandó bélyegek egyes részleteinek felfedezésében nyújtanak nélkülözhetetlen segítséget. A filatéliai készletanyag vizsgálatára alkalmas eszközök a gyűjtési kellékek egyik legfontosabb csoportját alkotják.

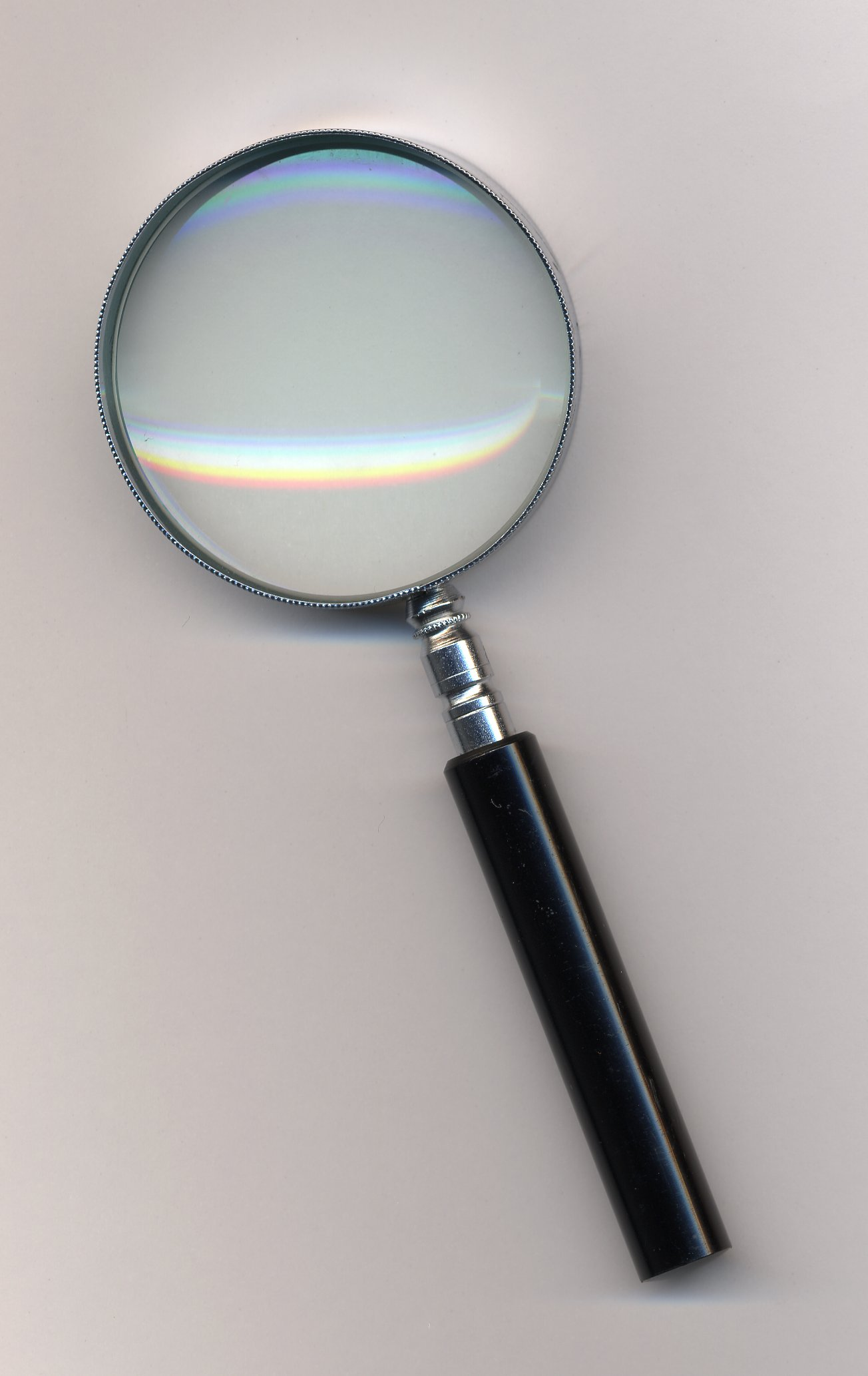
Bélyeggyűjtői célokra készült, nyéllel ellátott nagyító, az egyik leggyakoribb optikai eszköz

A különböző kivitelben és nagyításban készült nagyítók a bélyeggyűjtők nélkülözhetetlen eszközeihez tartoznak, nagyban megkönnyítik a filatéliai munkát. A nagyító egy egyszerű optikai eszköz, amelyen át a nézett tárgy nagyobb méretűnek látszik, mint szabad szemmel. A felhasználási területük rendkívül széles, a tudomány szinte minden területén alkalmazzák. Az egyenesen gyűjtői célra készített nagyítókat nyéllel látják el, amik megkönnyítik a kezelést, esetenként védelemül vagy tokul is szolgálhatnak a sérülékeny üveg számára.
A nagyítónak létezik egy olyan változata, amit kisebb távolságok és nagyságok (pl. tűnagyság, vonalvastagság stb.) megmérésére alkalmaznak a filatéliában. Ez a mérőnagyító, aminek látómezejében finom leolvasást lehetővé tevő mérőléc található. A mikroszkóp egy erősebb nagyításra alkalmas, több lencserendszerből felépülő, összetett optikai eszköz, ami a nagyító összetett változatának is tekinthető. A bélyegek vizsgálatában széles körben használják, többek közt a papírszerkezet és a hamisítások területén.
A filatéliai mérőeszközök közé tartozó mérőhálózat méretek vagy helyzetek megállapítására és összehasonlítására szolgáló celluloidlap. Kiválóan alkalmazható a felülnyomások, illetve a különböző nyomási fázisokban (fázisnyomással) elkészült értékbenyomások helyzetének összehasonlítására is. A geometria egyik leggyakrabban használt kelléke, a szögmérő használatban van a bélyeggyűjtés egyes területein. A viszonylag egyszerű mérőeszközt általában más szerszámokkal együttesen, leggyakrabban a felülnyomások mérhető adatainak meghatározásához, illetve a különböző nyomdai eszközökkel készült bélyegkiadások megkülönböztetéséhez szükséges vizsgálatokhoz használják.
A mérőléc (esetleg mérővonalzó) a különböző filatéliai elemek – bélyeg, díjjegyes levelezőlap, aerogram stb. – teljes méretének, esetleg a rajtuk található nagyságok, hosszak vagy távolságok meghatározására alkalmas hosszúságmérő eszköz. Gyakran kerül sor együttes használatára egy néhányszoros nagyítással rendelkező nagyítóval. A mérőléc ezen kívül egy másik eszközzel, a mérőkörzővel van szoros kapcsolatban, amelyet leggyakrabban a postabélyegeken előforduló távolságok, méretek vagy betűnagyságok meghatározására, illetve több példány megfelelő méreteinek gyorsan és pontosan történő összehasonlítására használnak.
Az egyik legegyszerűbb mérőeszköz, a vonalzó sok más felhasználási területe mellett a gyűjtői kellékekhez is sorolható, segítségével ugyanis különböző méreteket és hosszúságokat mérhetünk meg a vizsgálandó bélyegen. Filatéliai célokra leginkább az átlátszó vonalzót használják, hogy látni lehessen a vizsgált filatéliai elemet. Az elsősorban a gépiparban használt mikrométernek nevezett precíziós kéziműszer nagyon kis hosszúságok pontos mérésére használható, a filatéliai gyakorlatban legelterjedtebb alkalmazása a papírvastagság mérése terén van. A kellék megfelelő működéséhez megfelelően kiképzett, nagyobb felületen felfekvő mérőpofák és beállítható nyomóerő szükséges. A bélyeggyűjtés terén használt legfontosabb tömegmérő eszköz a mérleg, amit a filatélia területén legfőképpen a régi bérmentesítések valódiságának (helyességének) ellenőrzésére alkalmaznak. A mérés sikeréhez szükséges pontosság megköveteli, hogy az ilyen célra használt műszer néhány centigramm pontosságú mérést tegyen lehetővé.